# Oddział Dionizego Czachowskiego

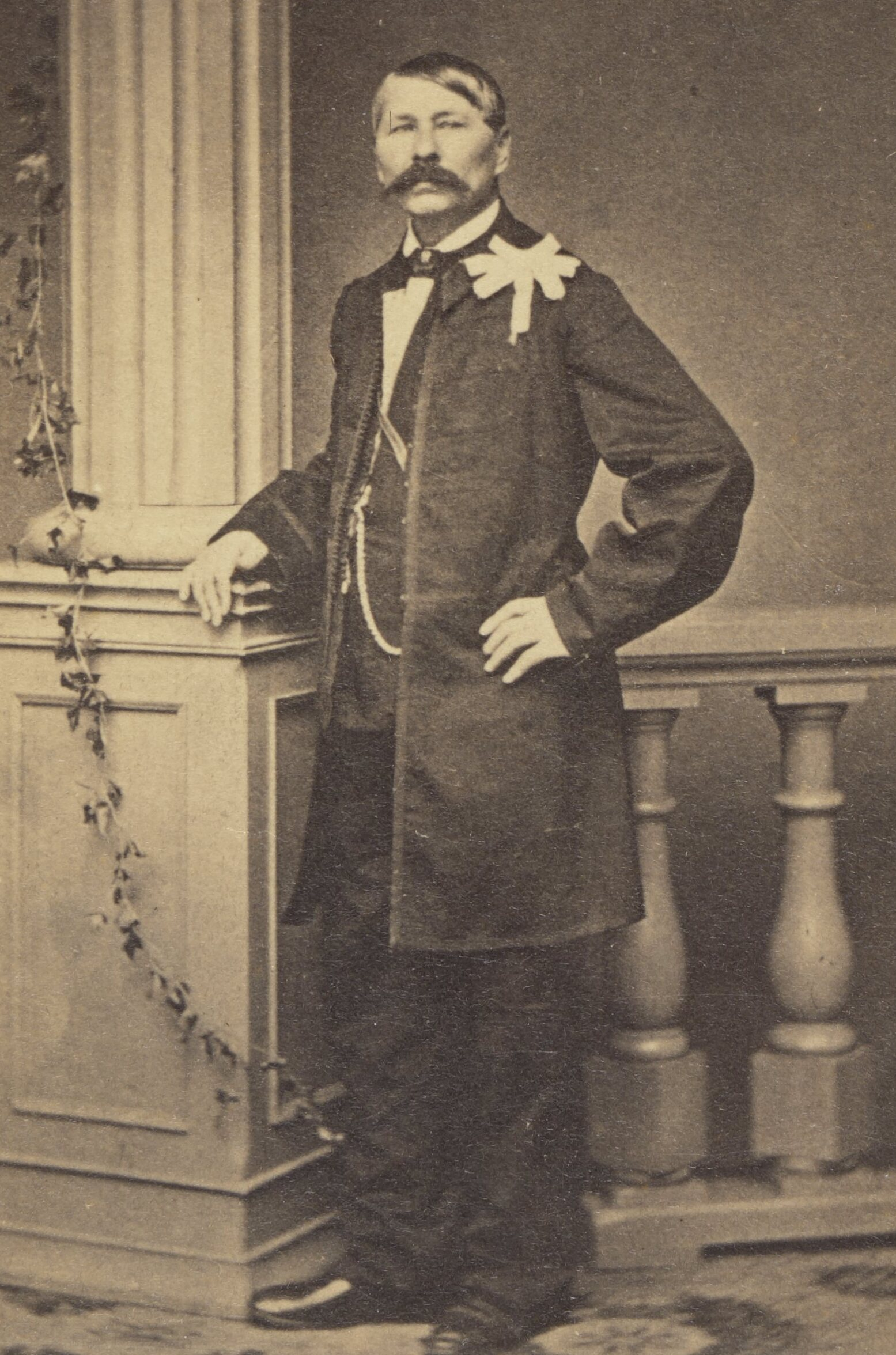
Dionizy Czachowski

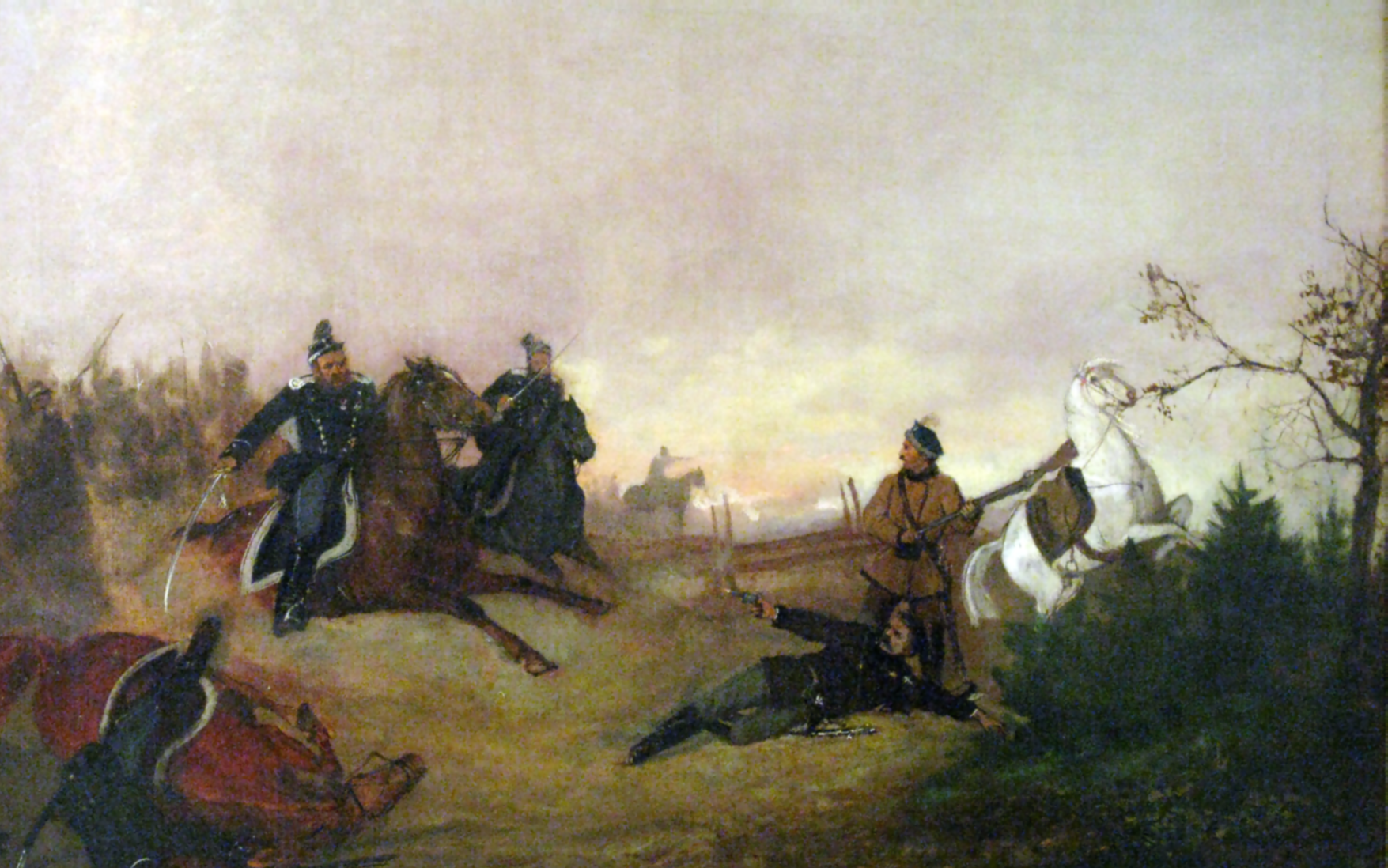
Śmierć Dionizego Czachowskiego w bitwie pod Wierzchowiskami w 1863, malował Antoni Adam Piotrowski

Oddział Dionizego Czachowskiego – partia powstańcza okresu powstania styczniowego.
Oddział został sformowany na terenie dawnego województwa sandomierskiego. Jego dowódcą był Dionizy Czachowski, jednocześnie naczelnik wszystkich sił województwa sandomierskiego, bezpośredni zwierzchnik m.in. Grylińskiego i Kononowicza.
Oddział Czachowskiego przez długi czas obozował w lasów iłżeckich. Powstańcy założyli obóz w ostępach leśnych, do których był utrudniony dostęp.
Powstało zgrupowanie, którego szefem sztabu był kpt. Bohdan, a dowódcami poszczególnych oddziałów: Władysław Eminowicz, Kiciński, mjr Andrzej Łopacki, Rogojski i Dobrogoyski.
W kwietniu 1863 oddział Czachowskiego liczył 389 powstańców, w tym 16 oficerów.

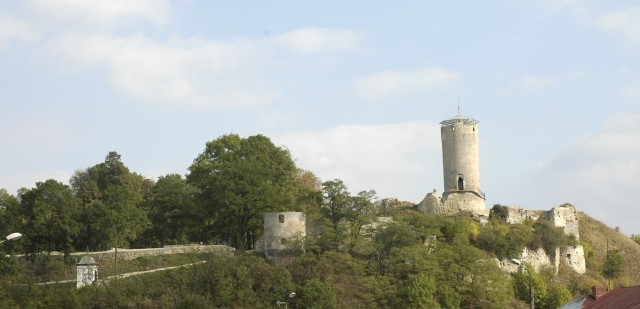
Iłża

Po stoczeniu zwycięskiej bitwy pod Stefankowem (22 kwietnia 1863) Dionizy Czachowski, wraz z dowódcami poszczególnych oddziałów: Janem Markowskim i Władysławem Eminowiczem, postanowili wobec dużej przewagi zbrojnej wroga swoje zgrupowanie rozdzielić.
24 kwietnia 1863 pod Michałowem niedaleko Wierzbnika rosyjscy dragoni zaatakowali straż tylną oddziału Łopackiego oraz jazdę Tomasza Stamirowskiego, ale Markowski bez trudu odparł ten atak. Po pierwszych wystrzałach Moskali jazda Stamirowskiego uciekła, nie tylko od nieprzyjaciela, ale zrezygnowała z działalności partyzanckiej. Oddział około 46 kawalerzystów wykorzystał sytuację, aby opuścić zgrupowanie.
Dionizy Czachowski objął obóz po Władysławie Kononowiczu, rozwinął tyralierę i pośpieszył na pomoc oddziałowi Łopackiego. Markowski wycofał się do lasu, a Rosjanie w obawie przed zasadzką zrezygnowali z dalszej akcji.
Po przegranej bitwie pod Bobrzą 10 czerwca Czachowski, ścigany cały czas przez Ernrotha z Radomia i Czengierego z Kielc, wycofał się do lasu nieopodal wsi Rataje, gdzie następnego dnia zakopał broń i rozwiązał cały oddział.
20 października Dionizy Czachowski powrócił do powstania na ziemi sandomierskiej wraz z nowym 700-osobowym oddziałem, który został rozbity 20 października w bitwie pod Jurkowicami. Ostatnia walka Czachowskiego rozegrała się 6 listopada na polach Jaworu Soleckiego.